# Dorival Carlos Esteves
Dorival Carlos Esteves, noto con il soprannome Kalé (Botucatu, 5 marzo 1947 – Americana, 26 gennaio 2020), è stato un calciatore brasiliano, di ruolo difensore.

## Biografia
Soprannominato Kalé per la sua somiglianza con Pelé, dopo una breve carriera come calciatore professionista tra il 1969 e il 1990 ha lavorato come tecnico della Yanmar. Vive in Giappone dove svolge l'attività di traduttore: suo figlio Marcos Sugiyama Esteves è un pallavolista.

## Carriera
Dopo aver esordito nel calcio professionistico all'età di 15 anni, iniziò una carriera che lo portò a giocare in diverse squadre minori dello stato di San Paolo (tra cui l'Independente e la Juventude) e del Minas Gerais. Dopo una stagione nel São Caetano, in seguito all'assunzione nella filiale brasiliana della Yanmar si iscrisse al circolo calcistico aziendale, venendo invitato ad unirsi alla squadra della sede principale di Osaka.
Divenuto assieme a Nelson Yoshimura e a George Kobayashi, uno dei primi calciatori stranieri a militare nella Japan Soccer League, vi giocò fino al 1973, vincendo due titoli nazionali e venendo per due volte incluso nel miglior undici del torneo.

## Palmarès

### Club
- Coppa dell'Imperatore: 1

1970
- Japan Soccer League: 1

1971

### Individuale
- Incluso nella Best Eleven del campionato: 2 volte[5][6]